# Mikhail Aleksandrovich của Nga
Đại vương công Mikhail Aleksandrovich của Nga (tiếng Nga: Михаил Александрович, 4 tháng 12 [22 tháng 11] 1878 – 13 tháng 6 năm 1918) là con trai út và con thứ năm của Hoàng đế Aleksandr III của Nga và là em trai của Nikolai II.
Vào thời điểm chào đời, ông nội Aleksandr II của ông vẫn là Hoàng đế của Nga. Mikhail xếp ở vị trí thứ tư trong thứ tự nối ngôi sau cha và anh trai Nikolai và Georgi. Sau ông nội của ông bị ám sát vào năm 1881, ông trở thành người thứ ba. Sau khi cha ông qua đời năm 1894, ông là người thứ hai. Khi Georgi qua đời vào năm 1899, Mikhail trở thành người thừa kế đương nhiên.